# ماریو سیمیناگی
ماریو سیمیناگی (انگلیسی: Mario Ciminaghi؛ زادهٔ ۱ فوریهٔ ۱۹۱۰) بازیکن فوتبال اهل ایتالیا است.
از باشگاه‌هایی که در آن بازی کرده‌است می‌توان به باشگاه فوتبال اینتر میلان اشاره کرد.